# Pouteria filipes
Pouteria filipes är en tvåhjärtbladig växtart som beskrevs av Pierre Joseph Eyma. Pouteria filipes ingår i släktet Pouteria och familjen Sapotaceae. Inga underarter finns listade i Catalogue of Life.